# Denmoza rhodacantha
Denmoza rhodacantha  es la única especie del género Denmoza.
Crece a las faldas de la porción oriental de los Andes, al oeste y noroeste de Argentina, desde la provincia de Mendoza hasta la de Salta.

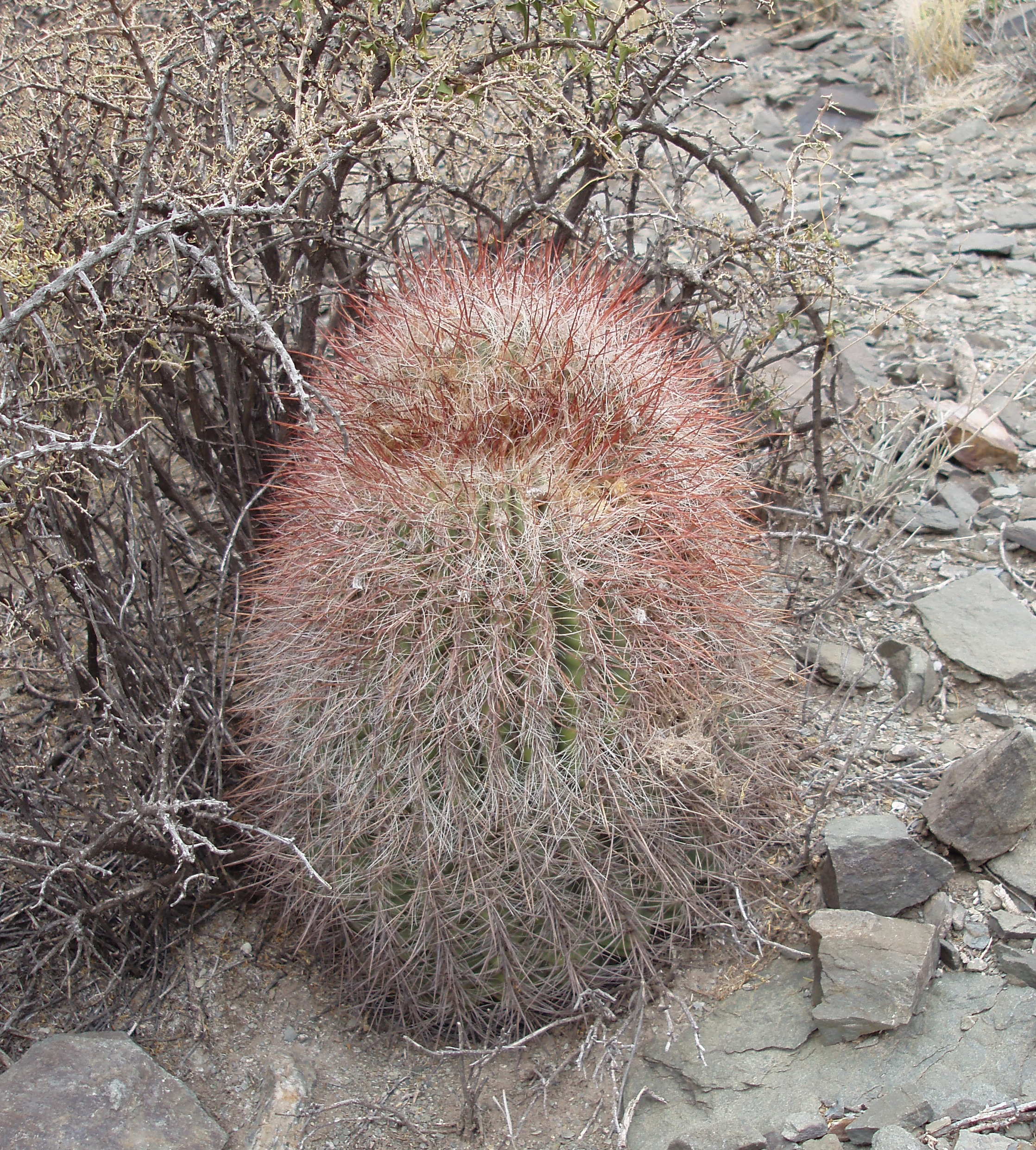
En su hábitat

## Descripción
Denmoza rhodacantha crecer individualmente y tiene tallos esféricos a cilíndricos cortos  que alcanzan una altura de hasta 1,5 metros y un diámetro de 20 a 30 centímetros. Las no menos de 30 costillas son altas y anchas en la base de 1 centímetro. Las primeros areolas son confluentes y traen espinas de color rojo parduzco, luego gris. Las 8 a 10 espinas radiales están ligeramente dobladas. Las areolas de la que las flores brotan producen también una serie de largas cerdas marrón así como espinas largas de hasta 7 centímetros. Las flores  tubulares de color escarlata. Las frutas son esféricas y contienen brillantes semillas negro-marrón de unos 1,3 milímetros de diámetro.

## Ecología
Denmoza rhodacantha es polinizada por los colibríes.

## Taxonomía
Denmoza rhodacantha fue descrita por (Salm-Dyck) Britton & Rose y publicado en The Cactaceae; descriptions and illustrations of plants of the cactus family 3: 79, f. 93; pl. 8, f.2. 1922.
Etimología
El nombre Denmoza proviene del anagrama de Mendoza, el nombre de la provincia argentina de donde se describió por vez primera. Este tipo de anagramas son comunes entre algunos otros géneros, o sinónimos, de cactáceas de América del Sur, como es el caso de Lobivia y Mila, todos ellos creados por Britton y Rose.

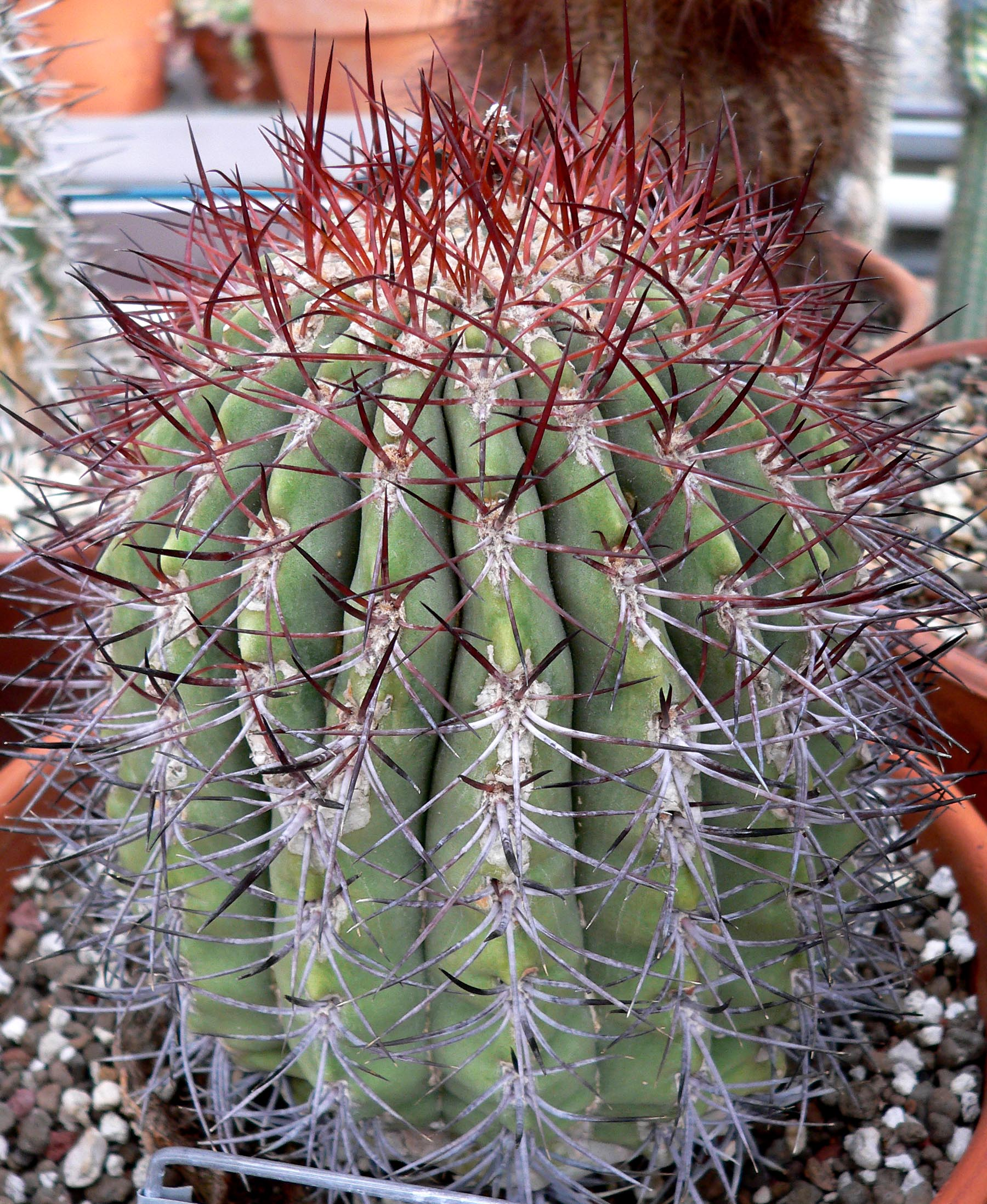

Sinonimia
Cactus coccineus Gillies
Cereus erythrocephalus (K.Schum.) A.Berger
Cereus rhodacanthus (Salm-Dyck) F.A.C.Weber
Cleistocactus rhodacanthus (Salm-Dyck) Lem.
Denmoza erythrocephala (K.Schum.) A.Berger
Denmoza rhodacantha var. diamantina R.Slaba
Echinocactus erythrocephalus (K.Schum.) H.P.Kelsey & Dayton
Echinocactus rhodacanthus Salm-Dyck basónimo
Echinopsis ducis-paulii C.F.Först. ex Rümpler
Echinopsis rhodacantha (Salm-Dyck) Förster
Furiolobivia ducis-paulii (C.F.Först. ex Rümpler) Y.Itô
Lobivia ducis-paulii (C.F.Först. ex Rümpler) Borg
Lobivia ducis-paulii var. cristata Fric
Mammillaria coccinea G.Don
Pilocereus erythrocephalus K.Schum.
Pilocereus rhodacanthus (Salm-Dyck) Speg.
Pseudolobivia ducis-pauli (C.F.Först. ex Rümpler) Krainz